# Yamabuki
Pour plus de détails, voir Fiche technique et Distribution.
Yamabuki est un film franco-japonais réalisé par Juichiro Yamasaki, sorti en 2022 au Japon.

## Synopsis
Dans la petite ville de Maniwa, dans les montagnes de l'ouest de Japon, deux destins se nouent, celui de Yamabuki, lycéenne mal dans sa peau et celui de Chang-su, un émigré coréen qui tente de s'intégrer par le travail et la vie familiale

## Fiche technique
- Titre original : Yamabuki
- Titre français : Yamabuki
- Réalisation et scénario : Juichiro Yamasaki
- Musique : Olivier Deparis
- Décors : Risshi Kishimura
- Costumes : Kei Taguchi
- Animation : Sébastien Laudenbach
- Photographie : Kenta Tawara
- Son : Masami Samukawa
- Montage : Juichiro Yamasaki, Yann Dedet
- Production : Terutarô Osanaï, Shoko Akamatsu, Atsuto Watanabe
- Sociétés de Production : Film Union Maniwa (Japon), Survivance (France)
- Société de distribution en France et dans le monde entier : Survivance
- Pays d'origine :  Japon /  France
- Langue originale : japonais
- Format : couleurs, 16mm (négatif), DCP (format de projection), 1,50 : 1 (cadre)
- Genre(s) : drame
- Durée : 97 minutes
- Dates de sortie :
  - Japon : 6 novembre 2022
  - France :
  - 19 mai 2022 (Festival de Cannes)
  - 2 août 2023

## Distribution
- Kang Yoon-Soo : Chang-su, un émigré coréen, ancien champion d'équitation
- Kilala Inori : Yamabuki Hayakawa
- Yohta Kawase : l'inspecteur de police Hayakawa, son père
- Misa Wada : Minami, la compagne japonaise de Chang-su
- Masaki Miura
- Hisao Kurozumi

## Production

### Tournage
Le film a été tourné dans la ville de Maniwa, préfecture d'Okayama, qu'habite le réalisateur, notamment au Nostalgie Café, au commissariat de police de la ville et dans la montagne environnante.